# L'heure espagnole
L'heure espagnole er en opera buffa i en akt af Maurice Ravel til en libretto af Franc Nohain. Operaens urpremiere fandt sted på Opéra comique i Paris i 1911.